# Chiesa di San Giovanni Battista (Barbaresco)
La chiesa di San Giovanni Battista  è la parrocchiale di Barbaresco nella provincia di Cuneo in Piemonte. Appartiene alla diocesi di Alba, e risale al XVI secolo.